# NGC 3250
NGC 3250 is een elliptisch sterrenstelsel in het sterrenbeeld Luchtpomp. Het hemelobject werd op 1 februari 1835 ontdekt door de Engelse astronoom John Herschel.

## Synoniemen
- ESO 317-26
- MCG -7-22-7
- PGC 30671